# 三遊亭わん丈
三遊亭 わん丈（さんゆうてい わんじょう、1982年12月1日 - ）は、落語家
。落語協会所属の真打。紋『三ツ組橘』。出囃子は『小鍛冶（義太夫）』。

## 来歴
1982年12月1日、滋賀県大津市出身。滋賀県立石山高等学校、北九州市立大学文学部人間関係学科を卒業。
2010年、東京の寄席で落語を聞き、落語家を志す。2011年4月、三遊亭圓丈に入門する。2012年4月、前座となる。前座名「わん丈」。2016年5月、柳家圭花、三遊亭ふう丈と共に二ツ目に昇進。滋賀県出身者として、初の江戸落語家である。2021年11月に師匠圓丈が死去。それに伴い2022年2月1日付で兄弟子である三遊亭天どん門下に移籍。
若手の登竜門である「北とぴあ若手落語家競演会」大賞、「公推協杯全国若手落語家選手権」大賞受賞の他、二ツ目昇進すぐから「今夜も落語づけ」「真夏の話術」「Zabu-1グランプリ」など錚々たる出場者の中優勝している。さらに2023年4月、二ツ目としては異例の令和4年度彩の国落語大賞を受賞するなど受賞歴は多岐に及ぶ。
2024年3月下席より、落語協会では12年ぶりとなる抜擢で真打に昇進した。16人抜きの昇進で、林家つる子（12人抜き）との同時昇進となる。

## 芸歴
- 2011年4月 - 三遊亭圓丈に入門。
- 2012年4月 - 前座となる、前座名「わん丈」。
- 2016年5月 - 二ツ目昇進。
- 2021年11月 - 師匠圓丈が死去。
- 2022年2月 - 圓丈の死に伴い、兄弟子である三遊亭天どん門下に移籍。
- 2024年3月 - 真打昇進。

## 受賞歴
- 2017年
  - 3月
    - 第16回さがみはら若手落語家選手権準優勝（演目『井戸の茶碗 』）[10]
    - 第4回今夜も落語づけ優勝（演目『國隠し』自作）

  - 8月 - NHKラジオ「真夏の話術 2017」優勝（演目『寄合酒 』、『プロポーズ』自作）[1][2]。
- 2018年
  - 11月 - 春風亭昇太のピローな噺 #6 ピローキング（演目『紀州のドン・ファン』マクラ）
- 2019年 - 落語協会謝楽祭のど自慢大会優勝（TUBE「あー夏休み」）
- 2020年
  - 1月 - BSフジ「Zabu-1グランプリ」優勝（演目『紙入れ 』、『寄合酒』）
  - 9月 - 第31回北とぴあ若手落語家競演会大賞（演目『新ガマの油』改作）
- 2022年
  - 11月
    - 大津市文化奨励賞
    - NHK新人落語大賞準優勝（演目『星野屋 』）
- 2023年
  - 2月 - 第1回 公推協杯 全国若手落語家選手権 大賞（演目『お見立て 』）[11]
  - 4月 - 令和4年度 彩の国落語大賞（演目『花魁の野望』自作）[12]

## 人物
滋賀県出身では初の江戸落語家である。持ちネタは約200席。古典と自作を両軸に年間1000席を越える高座をつとめる。
TBS落語研究会で史上初となる二ツ目の身分で放映される。
三遊亭円楽が脳梗塞により休演時の「笑点」にも、レギュラー対若手対抗大喜利のメンバーとして二ツ目で唯一代打出演を果たした。落語協会分裂騒動により一門同士の確執から圓丈一門は出演できないと噂されていたが、わん丈が垣根を越えて初めて出演し、後には6代目円楽の代演として兄弟子の三遊亭白鳥が、笑点特大号の若手大喜利メンバーとして弟弟子の三遊亭ごはんつぶも出演を果たした。
好物は焼肉とビール。
夢はTHE FIRST TAKEへの出演。着物だけでなく洋服にも造詣が深い。
基本的に落語家ユニットは組まない。お客さんとの打ち上げは基本的にしない。
隔月で開催されている自身の勉強会「わん丈ストリート」では毎回古典落語のネタおろし、「らくごカフェに火曜会」では毎回自作のネタおろしを行っている。「わん丈ストリート」は50席規模の会場でスタートしたが、二ツ目としては異例の早さで450席規模の会場に拡大し開催されている。（赤坂会館→日本橋社会教育会館（一度だけ内幸町ホール）→国立演芸場→日本橋劇場）
高座では標準語だが、普段は関西弁で話すことが多い。
現在一部の若手の中で基本となっているウケる学校寄席のやり方はわん丈が発案したものである。
笛などの鳴り物も得意とする。

## 逸話
頼まれた仕事のみ引き受けるスタンスのため、自ら登録しないと出演できない神田連雀亭のメンバーではない。その理由として、入門時に師匠の圓丈から「営業するな。稽古だけしていれば誰かが見つけてくれるから」と指導を受けたことを忠実に守っているためである。なお、圓丈が亡くなる2年ほど前に「お前はなんで自分から売り込まないんだ?」と言われ、教えられた通りにしていると答えたところ、「まだそれ続けてんのか!? よくやってんなぁ」「そろそろ自分から動けよ!」と言われた。
2019年2月15日、日本武道館で行われた「らくごカフェ10周年記念 平成最後の武道館公演」に出演、さだまさし本人の前で「秋桜」を熱唱。ミュージシャンの時に夢だった武道館での歌唱を実現させた。さだ本人を目の前にしながらの本気の歌唱ぶりに、舞台袖にいた立川談春が出てきて怒った。
「笑点」の「若手対抗大喜利」で三遊亭好楽から北京生まれと言われて、「中国の体操選手にいそうな顔ですが、北京生まれじゃありません。滋賀県です。」と返した。
2023年は年間1509席の高座をつとめた。この席数に対し、桂竹千代が日本一の席数ではないかとコメントを寄せた。
高校時代やんちゃして髪を染めて登校したら母親が学校に呼び出された。しかし母親も同じく髪を染めていて息子が髪を染めた事に対して「遺伝です」と言い、親子共々叱責された事がある。

## 演目

### 古典
- 星野屋
- 紙入れ
- 寄合酒

### 新作
- 國隠し
- プロポーズ
- 花魁の野望 - 吉原の花魁を身請けした大岡越前が、花魁気質が抜けない妻に振り回される。妻は夫がお裁きで自分に構ってくれない事に不満を持ち、遂には自分が奉行になってお裁きを下したいと言い出す噺

## メディア

### テレビ
- ミッドナイト寄席（2016年10月11日、BS12 トゥエルビ）
- ミッドナイト寄席ゴールデン（2017年6月18日、BS12）
- 林家正蔵の演芸図鑑 （2018年1月21日、 NHK ）
- 夕やけミッドナイト寄席（2018年10月6日・10月13日、BS12）
- 平成30年度 NHK新人落語大賞（2018年11月4日、NHK）
- ハマナビ（2019年2月2日、テレビ神奈川）
- 立川志らくの演芸図鑑（2019年2月17日、NHK）
- いだてん〜東京オリムピック噺〜（2019年6月15日、NHK）
- Zabu-1グランプリ（2020年1月30日、フジテレビ）
- 笑点 特大号（BS日テレ）
  - 2020年
    - 2月13日、2月27日、3月12日、4月9日、5月7日

  - 2021年
    - 2月25日、3月11日、3月18日、4月7日、4月28日、12月1日

  - 2022年
    - 2月9日
- 桂文珍の演芸図鑑（2020年8月9日、NHK）
- 桂雀々 ×三遊亭兼好のGINZA SIXで落語でごじゃる（2020年8月22日、テレ朝チャンネル）
- 新日本風土記 スペシャル「東京紅白歌合戦」（2020年12月25日、 NHK BSプレミアム ）
- Zabu-1グランプリ 2021（2021年1月30日、フジテレビ）
- 落語研究会（2021年7月3日、TBSチャンネル1）
- 笑点（日本テレビ）
  - 2021年
    - 11月7日

  - 2022年
    - 2月27日、3月6日
- 新春落語研究会（2022年1月9日、TBSチャンネル2）
- Zabu-1グランプリ 2022（2022年1月29日、BSフジ）
- 令和4年度 NHK新人落語大賞（2022年11月23日、NHK）
- 無敵のボイス 第2夜（2023年3月30日、NHK）
- クイズ!脳ベルSHOW（2024年4月1日・4月8日、BSフジ）

### ラジオ
- 日曜バラエティー（2017年4月2日 - 2019年3月17日、NHKラジオ第1）